# Radio 1 (Satellit)
Radio 1, Radio Sputnik 1, RS-1 ist ein ehemaliger sowjetischer Amateurfunksatellit.

## Aufbau
Die Amateurfunksatellit Radio 1 wurde von Studenten des Moskauer Energetisches Instituts parallel zum Radio 2 entwickelt und gebaut. Beide Satelliten sind ähnlich, aber nicht baugleich.
Die Spannungsversorgung erfolgte aus Solarzellen und chemischen Spannungsquellen. Der Satellit trug einen Kommandoempfänger zur Fernsteuerung und einen Bakensender, der auch Telemetriedaten sendete. Weiterhin trug er einen 40 kHz breiten Lineartransponder der Signale vom 2-m-Band in das 10-m-Band umsetzte. Ein 0,5-µV-Signal am Eingang des Empfängers erzeugte eine Ausgangsleistung von 100 mW am Ausgang des Umsetzers. Die maximale Ausgangsleistung des Lineartransponders betrug 1,5 W.
Radio 1 verfügte über eine Dipolantenne (Inverted Vee) für das 2-m-Band und einen Viertelwellenstrahler (Stabantenne) für das 10-m-Band.

## Mission
Der Satellit wurde am 26. Oktober 1978 gemeinsam mit RS-2 und dem Dummy-Satelliten Kosmos 1045 mit einer russischen Zyklon-3-Trägerrakete vom Kosmodrom Plessezk in Russland gestartet. Die Kommandostationen befanden sich in Moskau (Rufzeichen RS3A), in Arsenjew (RS0A) und in der Nähe von Nowosibirsk (RS3B).
Radio 1 stellte seinen Betrieb im März 1979 ein.

## Frequenzen
- Uplink 145,880 … 145,920 MHz (SSB, CW, max. 1500 mW)
- Downlink 29,360 … 29,400 MHz (SSB, CW)
- Rufzeichen: RS